# Dora Maar
Dora Maar (* 22. November 1907 in Tours; † 16. Juli 1997 in Paris; gebürtig Henriette Theodora Markovitch) war eine französische Fotografin, Malerin, Modell und Muse Pablo Picassos.

## Biografie

### Kindheit und Ausbildung
Dora Maar wurde 1907 als Henriette Theodora Markovitch in Tours, in Westfrankreich geboren. Ihr Vater Josip Marković (Joseph Markovitch, 1874–1969) war ein kroatischer Architekt aus Zagreb, ihre Mutter Louise Julie Voisin (1877–1942) war eine gebürtige Französin aus der Region Touraine. Maar wuchs in Paris, später in Buenos Aires (Argentinien) auf, wo ihr Vater für die österreichisch-ungarische Botschaft arbeitete. Sie kehrte 1926 nach Frankreich zurück. 
Maar studierte in Paris Fotografie und Malerei an der Schule der Union centrale des arts décoratifs, an der École de photographie und der Académie Julian und ging später bei André Lhote in die Lehre. In dieser Zeit änderte sie ihren Namen in Dora Maar. Eine Mitstudentin, die eine enge Freundin wurde, war Jacqueline Lamba, später zweite Frau von André Breton. 
1931 machte sie für eine Auftragsarbeit Fotos vom Mont-Saint-Michel und lernte dabei den Fotografen Pierre Kéfer kennen. Mit ihm gründete sie 1934 das gemeinsame Fotoatelier Kéfer – Dora Maar, das auch Aufträge für Werbefotos annahm und teilte sich die Dunkelkammer mit Brassaï.
Im selben Jahr konnte Maar sich durch die finanzielle Unterstützung ihres Vaters ein eigenes Atelier in der Rue d’Astorg 29 im 8. Arrondissement einrichten. Sie begegnete Henri Cartier-Bresson und lernte durch ihre Liaison mit dem Schriftsteller und Philosophen Georges Bataille André Breton kennen, der ihr eine Originalausgabe seines zweiten surrealistischen Manifests (1930) widmete. In den 1930er-Jahren war Dora Maar ein festes Mitglied im Kreise der Pariser Surrealisten um Breton, Man Ray und Brassaï. Letztgenannter machte sie mit Fotografen und Fotojournalisten bekannt. 
Als Kontrast zu ihren Avantgarde- und Modefotos wählte Dora Maar als künstlerisches Sujet das Leben von sozialen Außenseitern, Arbeitslosen und Obdachlosen, die sie in Barcelona, London und Paris aufnahm. Ihre Fotoserien wurden als politisch engagierte Straßenfotografie bewertet, ehe sie sich der surrealistischen Fotografie zuwandte und 1936, inspiriert von Alfred Jarrys Theaterstück König Ubu, das geheimnisvolle „Bildnis von Ubu“ (Portrait d’Ubu) schuf. Die manipulierte Fotografie eines Gürteltier-Embryos avancierte zum Symbol des Surrealismus und wurde 1936 in der Pariser Galerie Charles Ratton und der International Surrealist Exhibition in London ausgestellt. Während dieser Jahre gehörte Maar der revolutionären Gruppe Contre-Attaque (1935–1936) an.

### Zusammentreffen mit Picasso

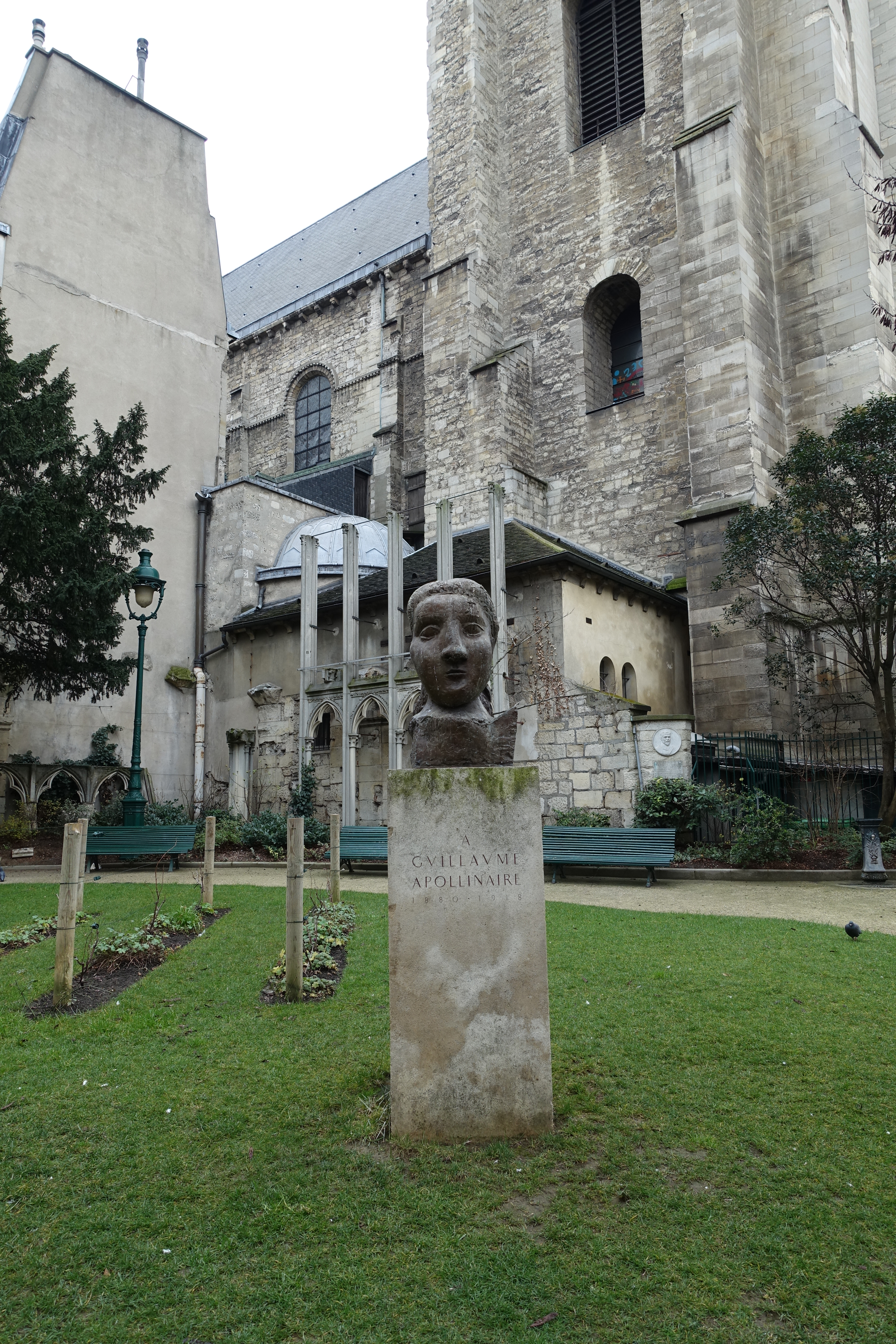
Büste Dora Maars von Pablo Picasso auf dem Square Laurent-Prache in Paris

Dora Maar sprach neben Französisch fließend Spanisch, Kroatisch und Englisch. Im Jahr 1936 wurde die 29-jährige durch Paul Éluard im Café „Les Deux Magots“ in Saint-Germain-des-Prés mit Pablo Picasso bekannt gemacht. Dieser war vermutlich fasziniert von ihrer dunklen Schönheit, ihrer Schneidigkeit, ihrer Theatralik und ihrer Gewalttätigkeit. „Sie trug schwarze Handschuhe mit kleinen aufgenähten rosa Blumen. Sie zog die Handschuhe aus und nahm ein langes, spitzes Messer, das sie in den Tisch zwischen ihre ausgestreckten Finger rammte, um zu sehen, wie nahe sie jedem Finger kommen könnte, ohne sich wirklich zu schneiden. Von Zeit zu Zeit verfehlte sie ihn um den Bruchteil von wenigen Zentimetern und bevor sie das Spiel mit dem Messer beendet hatte, war ihre Hand mit Blut bedeckt.“ Picasso bat sie, ihm die Handschuhe zu schenken, und er verwahrte sie in einer Vitrine auf, so Picassos spätere Lebensgefährtin Françoise Gilot in ihrem Buch Life with Picasso (1964) über das erste Zusammentreffen zwischen ihm und Dora Maar.
Die attraktive junge Frau mit dem langen schwarzen Haar und den grünen Augen wurde zur bekanntesten Geliebten, Muse und Modell des spanischen Künstlers. Die überzeugte Kommunistin verschaffte Picasso Kontakt zu politisch engagierten Intellektuellen wie André Breton und Louis Aragon und dokumentierte 1937 fotografisch die Arbeit an seinem bekannten Gemälde Guernica und weiteren Werken. Maars Guernica-Bildserie wurde 1937 in einer Sonderausgabe der Cahiers d’Art veröffentlicht. Im selben Jahr folgte in der Pariser Galerie de Beaune die erste Einzelausstellung mit fotografischen Arbeiten.
Maars Unnahbarkeit und ihre als rätselhaft beschriebene Ausstrahlung hielt Picasso in einer Reihe von Porträts als „Weinende Frau“ fest, die als Ausdrucksmittel für seine Trauer um das im Bürgerkrieg befindliche Heimatland gedeutet werden. Die Werke standen im Kontrast zu den Bildern der blonden Marie-Thérèse Walter (1909–1977), die er in der Regel in hellen, leuchtenden Farben dargestellt hatte. Mit seiner vorherigen Geliebten, die 1935 die gemeinsame Tochter Maya geboren hatte, konkurrierte Dora Maar um die Gunst Pablo Picassos. „Ich hatte kein Interesse daran, eine Entscheidung zu treffen … Ich sagte ihnen, sie sollten es unter sich ausmachen.“, so der Maler über die Rivalität zwischen den beiden Frauen.

### Nach der Trennung von Picasso

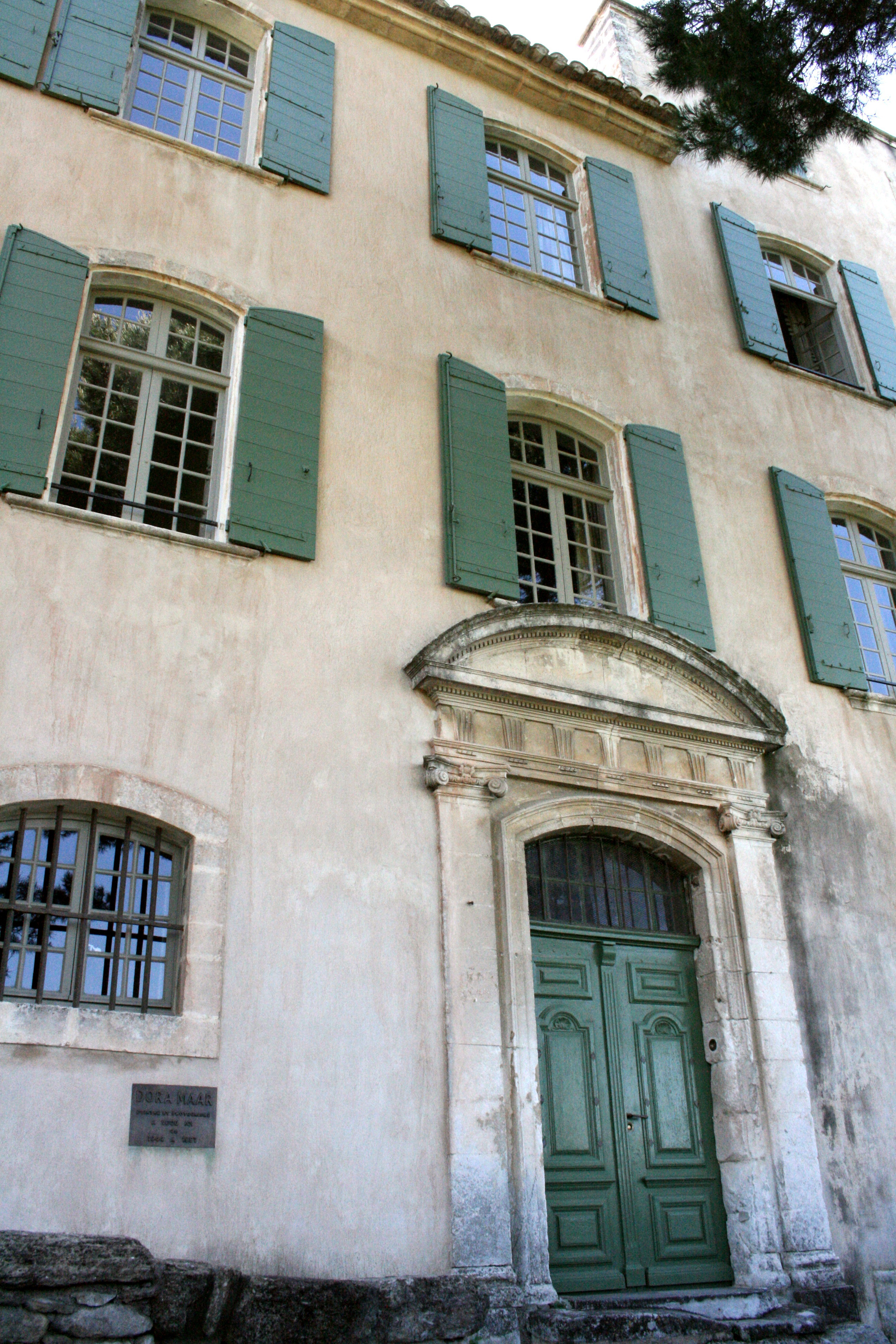
Dora Maars Haus in Ménerbes (2009)

Picassos Beziehung zu Dora Maar, die sich aus Liebe zu ihm von der Fotografie hin zur Malerei wandte, hielt acht Jahre. Sie zerbrach 1943, als er die 21-jährige Françoise Gilot kennenlernte. Die Trennung von Picasso, der ihr mehrere Stillleben, Zeichnungen und ein Haus in Ménerbes in der Provence überließ, konnte Maar nur schwer verwinden. Sie lebte von da an isoliert in ihrer Wohnung, mied gemeinsame Freunde und kehrte vorerst nicht mehr zur Fotografie zurück. 
Während Maars Stillleben 1944 in der Galerie Jeanne Bucher in Montparnasse ausgestellt wurden, litt sie an starken Depressionen. Im Mai 1945 wurde sie drei Wochen lang in einer psychiatrischen Klinik in Sainte-Anne behandelt. Später kümmerte sich auf Geheiß von Picasso und Paul Éluard der französische Psychoanalytiker Jacques Lacan um Maar. Noch im selben Jahr folgte eine Ausstellung ihrer Gemälde aus der Nachkriegszeit bei René Drouin. 1946 wurden die Werke in der Galerie Pierre Loebs ausgestellt. 
In den folgenden Jahren ließ sich Dora Maar in dem Haus in Ménerbes nieder, suchte Trost in der Religion und malte Stillleben und Landschaften. Im Juni 1954 kam es zu einer Begegnung zwischen ihr und Picasso, als sie und der US-amerikanische Schriftsteller James Lord den englischen Kunstkritiker und Kubismus-Experten Douglas Cooper besuchten, der mit dem Kunsthistoriker und Picasso-Biografen John Richardson zusammen lebte. Picasso war zu dieser Zeit mit Jacqueline Roque (1927–1986) liiert.
1957 wurden Dora Maars Werke in der Galerie Berggruen in Paris ausgestellt. In den 1970er-Jahren widmete sie sich abstrakten Landschaften und verkaufte aus finanziellen Gründen mehrere in ihrem Besitz befindliche Picasso-Bilder. In späteren Lebensjahren kehrte sie zur Fotografie zurück, arbeitete mit alten Negativen und experimentierte mit so genannten „Rayogrammen“, fotografischen Bildern ohne Kamera. Die Arbeit mit den Lichtgraphiken hatte ihr Man Ray beigebracht, zur Arbeit mit der Kamera kehrte sie jedoch nicht mehr zurück. 1994 stürzte Dora Maar in ihrem Haus in Paris und war nach einem Krankenhausaufenthalt ans Bett gefesselt. Sie starb drei Jahre später im Alter von 89 Jahren und wurde neben ihren Eltern und Großeltern auf dem Cimetière du Bois Tardieu in Clamart, Département Hauts-de-Seine, beerdigt.

## Nachwirkung
Ein Jahr zuvor hatte der US-amerikanische Regisseur James Ivory Arianna Huffingtons Buch Picasso. Genie und Gewalt. Ein Leben. unter dem Titel Mein Mann Picasso mit Anthony Hopkins als Picasso und Julianne Moore als Dora Maar verfilmt. 
Maar hinterließ unter anderem zehn Bilder, 40 Zeichnungen, sowie Schmuck und Papierfiguren von Picasso, die zwei indirekte Nachfahren von ihr erbten. Beide waren erst durch Genealogen ermittelt worden. Die meisten der Stücke wurden Ende 1998 auf Auktionen verkauft.
Viele Historiker und Kritiker nahmen Dora Maar lange Zeit nicht als eigenständige Künstlerin wahr, darunter der deutsche Kunstsammler und Galerist Heinz Berggruen (sie „war in allen Höhen und Tiefen ihres Lebens ein Teil des Planeten Picasso“), Seit ihrem Tod hat sich dies geändert und zahlreiche Ausstellungen und Bücher widmen sich dem Werk der Künstlerin. 
Am 3. Mai 2006 erreichte die Sotheby’s-Versteigerung von Pablo Picassos Porträt Dora Maar au Chat (Dora mit Katze, 1941) in New York einen Rekorderlös von 95,2 Mio. US-Dollar (ca. 75,4 Mio. Euro). Dies war der zweithöchste Preis, der bis dahin für ein Gemälde bei einer Auktion gezahlt wurde. Gleichzeitig galt Dora Maar au Chat damit als viertteuerstes Gemälde der Welt.
Im Centre Pompidou in Paris wurde 2019 mit 400 Werken und Leihgaben aus aller Welt die bislang größte Retrospektive der Künstlerin gezeigt.

## Film
TV-Dokumentation
- Die weinende Frau von Pablo Picasso – Postskriptum oder Psychogramm. Film von Tania Förster. Länge: 30 Minuten, Arte 2003 (wiederholte Ausstrahlung auf 3sat am 7. April 2013 anlässlich des 40. Todestags Picassos).